# 西川正純 (科学者)
西川 正純（にしかわ まさずみ） は、日本の水産学者。公立大学法人宮城大学理事・副学長、日本学術会議会員。日本脂質栄養学会ランズ賞受賞。

## 人物・経歴
石川県生まれ。1978年石川県立金沢泉丘高等学校卒業。1982年東北大学農学部卒業。同年大洋漁業に入社し、中央研究所で食品素材や医薬品素材の研究開発に従事し、また化成食品事業部で営業にも従事した。1988年から東北大学医学部に研究生として留学し、1997年に東北大学博士（薬学）の学位を取得した。2001年九州大学博士（医学）。
2005年宮城大学食産業学部教授。2009年宮城大学地域連携センター長。2012年仙台市食品安全対策協議会会長。2016年宮城大学食産業学群長。2018年日本脂質栄養学会ランズ賞ー栄養功労賞受賞。2020年公立大学法人宮城大学理事・副学長。2022年仙台市中央卸売市場再整備検討委員会委員長、東北大学出版会評議員。2023年日本学術会議会員。専門は食品機能学、水産利用学、油化学。